# Giải đua ô tô Công thức 1 Nhật Bản 2008

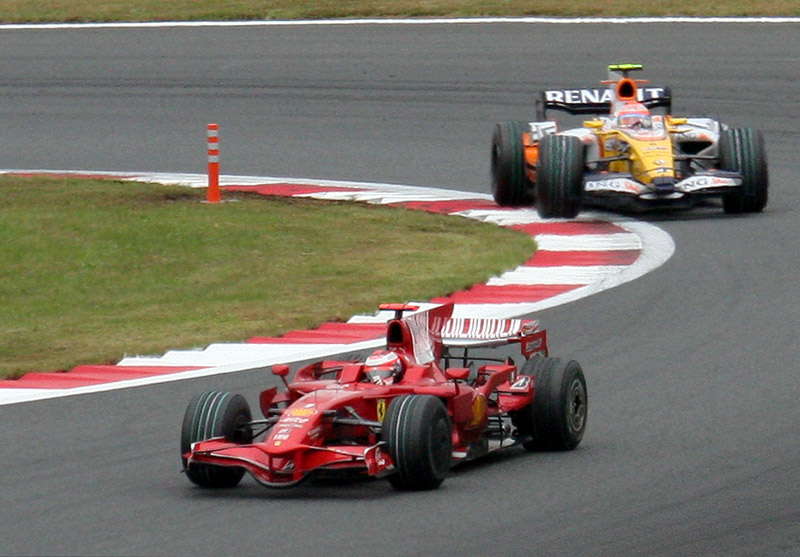
Sébastien Bourdais và Felipe Massa tranh giành vị trí sớm trong cuộc đua

Giải đua ô tô Công thức 1 Nhật Bản năm 2008 là chặng đua thứ mười sáu của giải vô địch thế giới Công thức 1 năm 2008. Giải được tổ chức từ ngày 10 đến ngày 12 tháng 10 năm 2008.